# 하버드 대학교 출판부
하버드 대학교 출판부(영어: Harvard University Press, HUP)는 미국 케임브리지에 소재한 하버드 대학교의 대학 출판부이다. 1913년 설립되었으며, 주로 학술 출판을 한다.